# Mainzer Domchor
Der Mainzer Domchor ist ein Knaben- und Männerchor, welcher 1866 vom Mainzer Bischof Wilhelm Emmanuel von Ketteler gegründet wurde.

## Geschichte des Chores

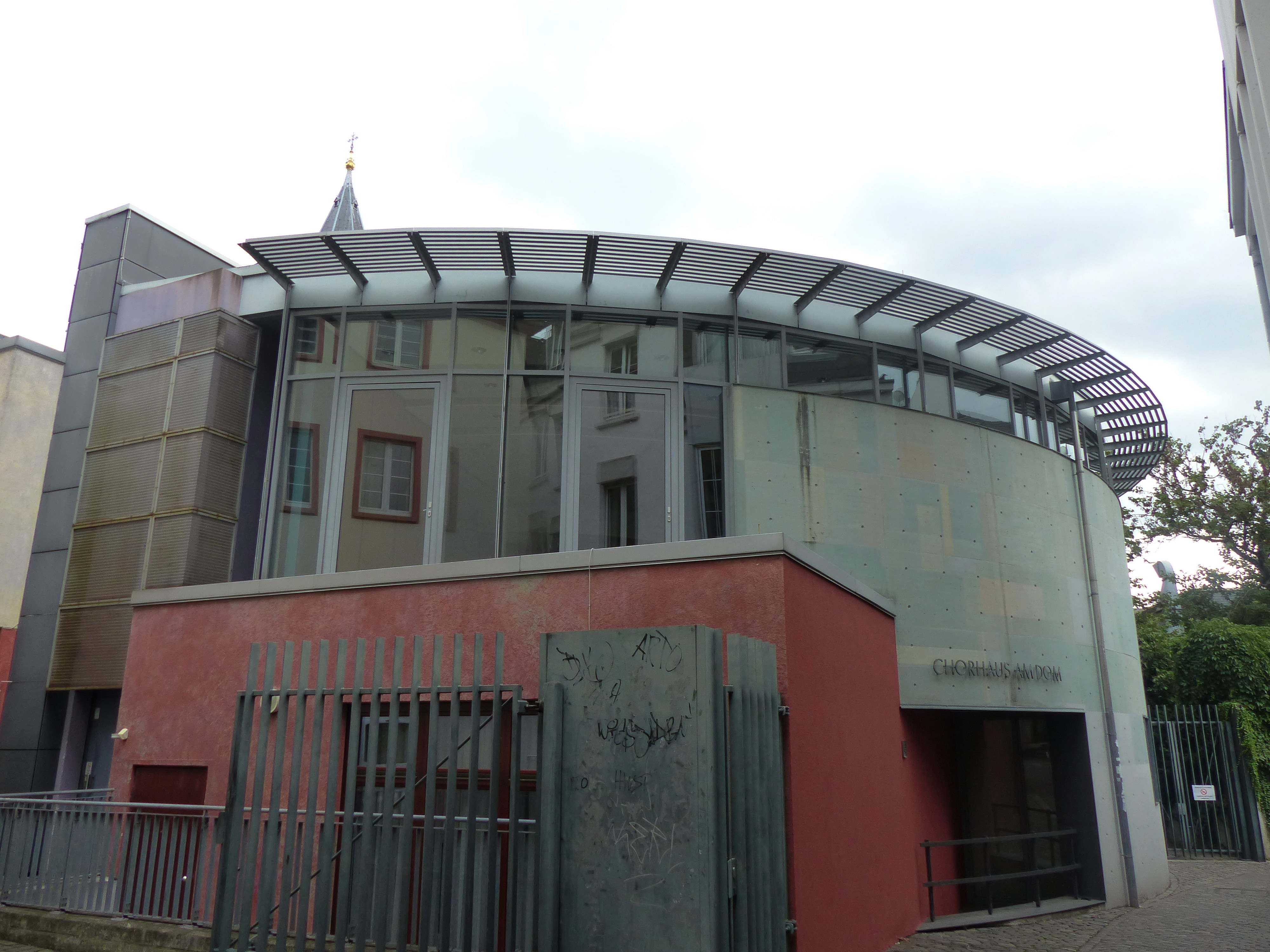
Chorhaus am Dom

Im Jahr 1866 wurde der Kaplan Georg Victor Weber von Bischof Wilhelm Emmanuel von Ketteler zum Domkapellmeister ernannt, mit der Aufgabe einen Mainzer Knabenchor zu gründen. Während seines 38-jährigen Wirkens als Domkapellmeister war Weber zugleich Orgel- und Glockensachverdiger des Bistums. Nach seiner Zeit war er Teil des Mainzer Domkapitels. 1904 übernahm Albert Rudolf Vogt, Priester und selbst ehemaliger Sänger des Mainzer Domchores, die musikalische Leitung als Domkapellmeister. Schon zu dieser Zeit war der Chor auch außerhalb des Mainzer Doms äußerst gefragt und war fester Bestandteil vieler Konzerte und Benefizveranstaltungen. Während der vier Kriegsjahre des Ersten Weltkriegs  und den sich anschließenden politisch angespannten Jahren wurden vom Chor weiter alle liturgischen Pflichten wahrgenommen. Während des Zweiten Weltkriegs im Herbst 1940 übernahm Georg Paul Köllner das Amt des Domkapellmeisters und arrangierte sich während der Kriegszeiten mit immer wechselnden Proben- und Kirchenräumen, ohne aber ihr musikalisches Wirken zu unterbrechen. Nach Ende des Krieges organisierte Köllner mehrfach Konzerte im ländlichen Raum, um den jungen Sängern eine Mahlzeit bei den Bauern bieten zu können.
Heinrich Hain (1934–2014) folgte Köllner ab 1968 als Domkapellmeister. Anfang der 1980er Jahre erschütterte ein Missbrauchsskandal den Mainzer Domchor (Chorleiter und Kantor wurden, nachdem Hinweise von Eltern eingingen, im Februar 1984 verhaftet). Auch wurden frühere Fälle sexuellen Missbrauchs bekannt.
Die Leitung in Nachfolge des 1984 ausgeschiedenen Pfarrers und Domkapellmeisters Heinrich Hain, seinerzeit bei der Ausbildung der Knaben und jungen Schutzbefohlenen unterstützt von dem Musikwissenschaftler und Domkantor Horst-Willi Groß als Leiter der Choralschola, lag von 1985 bis 2012 in den Händen von Domkapellmeister Mathias Breitschaft.
Breitschaft war als erster nicht priesterlicher Domkapellmeister für viele Veränderungen verantwortlich: So wurden nun öfter Orchestermessen gesungen und die internationalen und interkontinentalen Konzertreisen nahmen zu. Auch wurde die Medienpräsenz erhöht und es wurden viele Rundfunk- und Fehrsehmitschnitte produziert, zudem entstand ein neues Chorhaus. Des Weiteren gründete Breitschaft den Mädchenchor am Dom und St. Quintin und die Domkantorei. Seit August 2012 ist der vorherige Domkantor Karsten Storck neuer Mainzer Domkapellmeister.

## Wirken des Chores
Bestehend aus circa 180 Sängern, liegt die Hauptaufgabe des Chores bei der Begleitung und Mitgestaltung des Gottesdienstes. Fortschritte werden in drei Proben erzielt, die pro Woche im modernen Chorhaus am Dom, Nasengässchen, abgehalten werden. Heimstätte des Chores ist der Mainzer Dom.
Jährlich wird eine kleine Gruppe junger Sänger neu ausgebildet, um an der musikalischen Arbeit des Domchores mitzuwirken. Nach zwei wöchentlichen Proben, in denen grundlegende Kenntnisse vermittelt werden, erfolgt nach einem Jahr die Einführung in den Hauptchor, in dem das breite Repertoire, zum Teil bestehend aus Werken von Bach, Haydn, Mozart, Beethoven, Schubert und Bruckner, erlernt wird.
Neben Konzertreisen nach Italien, Frankreich, Belgien, Schweiz, Polen, Israel, Russland, USA, Kanada und Brasilien sind eine Reihe von CD-Aufnahmen erschienen, welche die Arbeit des Domchores widerspiegeln. Dabei erfreuen sich die Vertonungen von bekannten Werken, wie das von Mendelssohn verfasste weltbekannte Oratorium Elias, großer Beliebtheit. So war der Chor im Winter 2023 mit ihrer CD Weihnachten im Mainzer Dom zeitweise auf dem ersten Platz der Klassik-Deutschland Charts. Auch in anderen Medien ist der Chor vertreten, so sind mehrere Berichte in Zusammenarbeit mit verschiedenen Sendeanstalten, wie dem SWR erschienen. Des Weiteren besteht ein enger Kontakt zum Staatstheater Mainz, wodurch Teile des Chores in Theater- oder Opernproduktionen eingebunden ist. Auch an gesellschaftlich bedeutenden Terminen wirkt der Chor mit, so gestalteten die Sänger mit Orchester 2015 die ZDF-Sendung „Weihnachten mit dem Bundespräsidenten – ein festliches Konzert aus Mainz“. Auch am ökumenischen Gottesdienst im Mainzer Dom zum Tag der Deutschen Einheit 2017 wirkte der Chor maßgeblich mit.
Neben den musikalischen Aktivitäten wird großer Wert auf das soziale Miteinander gelegt. Hierzu zählen gemeinsame Ausflüge zu Konzerten, aber auch Freizeitaktivitäten, die vom Mainzer Domchor angeboten werden.

## Bekannte ehemalige Mitglieder
- Georg Heinrich Maria Kirstein (Bischof von Mainz)
- Seppel Glückert (Schreibwarenhändler, Büttenredner und Vorsitzender des MCV)[11]
- Peter Krawietz (Assistant Manager FC Liverpool)
- Daniel Sans (Tenor)[12]
- David Julian Kirchner (Künstler, Musiker und Sohn von Volker David Kirchner)[13]

## Diskografie (Auswahl)
- Gesänge zum Fest des Hl. Martinus: Hymnus „Fratres unanimes“, Antiphon „O beatum pontificem“. Choralschola des Mainzer Domchores (Leitung: Domkantor Horst Willi Groß), auf: Horst Willi Groß und Heinrich Hain: Choralschola des Mainzer Domchores. Glocken des Mainzer Domes. Seite A, Tonstudio Orgelbau-Vleugels GmbH (= OV 42), Hardheim-Rügental 1976[14]
- Musica Sacra im Hohen Dom zu Mainz. Mainzer Domchor (Leitung: Domkapellmeister Heinrich Hain), Mainzer Dommusik (Leitung: Heino Schneider), Pallas-Verlag, Diepholz o. J.
- Wilhelm Petersen: Grosse Messe für 4 Solostimmen, Chor, Orchester und Orgel op. 27, Wergo-Schallplatten, Mainz, 1992
- Lobet den Herren – geistliche Chöre und festliche Klänge, BMG Ariola Hamburg, München, 1999
- Sanctus, BMG Ariola Hamburg, München, 1999
- Carl Orff: Carmina burana, Hr-Media, Frankfurt (Main), 2003
- Evensong, ifo classics, 2013
- Hans Leo Hassler – Geistliche Chormusik aus dem Hohen Dom zu Mainz, Rondeau Production, 2014
- Gloria sei dir gesungen – Festliche Weihnachtsmusik aus dem Hohen Dom zu Mainz, Acousence records, 2014
- Festkonzert aus dem Hohen Dom zu Mainz anlässlich des 80. Geburtstages von Bischof Karl Kardinal Lehmann, Gelobt sei der Herr, mein Gott BWV 129 (J. S. Bach) und Große Messe in c-Moll KV 427  (W. A. Mozart), Rondeau Production, 2016
- Weihnachten im Mainzer Dom, Orchesterarrangements für die Mainzer Dommusik von Thomas Gabriel, Rondeau Production, 2023